# Gilson Tavares
Pour les articles homonymes, voir Tavares.
Gilson Tavares, également surnommé Benchimol, né le 29 décembre 2001 à Praia, est un footballeur international capverdien qui évolue au poste d'avant-centre au Akron Togliatti.

## Biographie

### Carrière en club
Formé au Portugal, notamment à Damaia dans la périphérie de Lisbonne, Tavares rejoint le centre de formation du GD Estoril-Praia en 2020, dont il intègre rapidement l'équipe reserve. Avec cette dernière, il va remporter le championnat et la coupe « révélation » lors de sa première saison au club d'Estoril,.
Il joue son premier match en professionnel avec Estoril le 25 juillet 2021, titularisé pour un match de Coupe de la Ligue du Portugal contre le CD Nacional, remporté 2-1 à l'extérieur par les Canarinhos,.
Le jeune attaquant continue ensuite à s'illustrer dans le championnat des moins de 23 ans, qui réunit les équipes reserves — notamment avec un doublé contre le Sporting pour une victoire 2-0 qui confirme la place de leadeur de la compétition d'Estoril — attirant l'attention de plusieurs clubs importants, au Portugal et à l'étranger,,.

### Carrière en sélection
Tavares fait ses débuts pour l'équipe du Cap-Vert le 10 octobre 2020 lors d'une défaite 2-1 contre la Guinée en match amical,.
Régulièrement appelé en sélection lors des saisons suivantes, il fait partie du groupe qui joue la CAN 2021 en janvier 2022.
Le 24 mars 2022, lors d'un match amical opposants la formation du Cap-Vert à celle du Liechtenstein, Tavares inscrit un triplé, son 1er et unique en sélection.

## Palmarès
| GD Estoril-Praia - Liga Revelação (pt) -23 ans (1) : - Champion en 2020-21. - Taça Revelação -23 ans (1) : - Vainqueur en 2020-21. |